# Enquadernació d'espiral

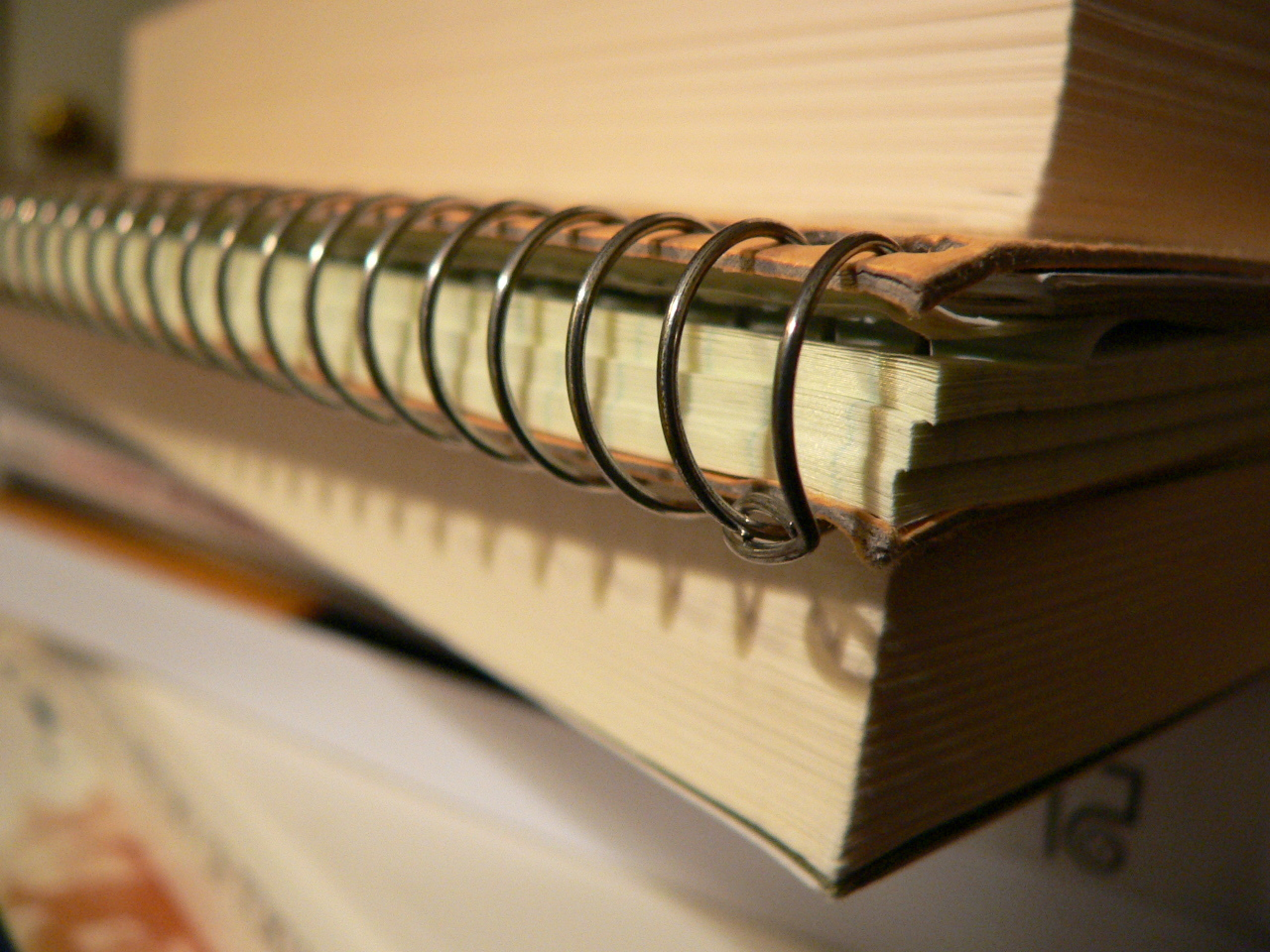
Enquadernació en espiral

L'enquadernació d'espiral, en espiral o l'anellat és un mètode econòmic d'enquadernació que consisteix a col·locar els fulls formant blocs, després de fer una fila de traus en el costat del llom, mitjançant una màquina enquadernadora i passar-hi una espiral de filferro seguint aquests orificis. S'usa molt en quaderns i manuals d'ús intens però breu.